# Pointvillers
Pointvillers foi uma comuna francesa na região administrativa de Borgonha-Franco-Condado, no departamento de Doubs. Estendia-se por uma área de 3,81 km². Em 2010 a comuna tinha 270 habitantes (densidade: 70,9 hab./km²).
Em 1 de janeiro de 2017, passou a fazer parte da nova comuna de Le Val.